# 2MASS J15065441+1321060
2MASS J15065441+1321060 ist ein Ultrakühler Zwerg im Sternbild Bärenhüter. Er wurde 2000 von John E. Gizis et al. entdeckt. Er gehört der Spektralklasse L3 an.